# Louis-Marie Guillaume
Louis-Marie Guillaume est un homme politique français né le 22 janvier 1750 à Paris et décédé le 13 septembre 1794 à Paris.

## Biographie
Avocat, il est député du tiers état aux États généraux de 1789 pour la prévôté et vicomté de Paris. Il prend souvent la parole et devient secrétaire de l'assemblée en mars 1790. Il est ensuite avoué près le tribunal de cassation. Suspect sous la Terreur, il est obligé de se cacher.

## Sources
- « Louis-Marie Guillaume », dans Adolphe Robert et Gaston Cougny, Dictionnaire des parlementaires français, Edgar Bourloton, 1889-1891 [détail de l’édition]